# Pinsà rosat dorsifosc
El pinsà rosat dorsifosc (Procarduelis nipalensis) és una espècie d'ocell de la família dels fringíl·lids (Fringillidae) considerat, arran el treballs de Zuccon et el 2012, l'única espècie del gènere Procarduelis, si bé era ubicada al gènere Carpodacus. Habita zones boscoses en àrees rocoses de l'Himàlaia, al nord del Pakistan, i de l'Índia, el Nepal, sud del Tibet, Xina i nord del Vietnam.